# Peștenuța
Peștenuța – wieś w Rumunii, w okręgu Mehedinți, w gminie Florești. W 2011 roku liczyła 71 mieszkańców.